# Elliptikus hengerkoordináta-rendszer

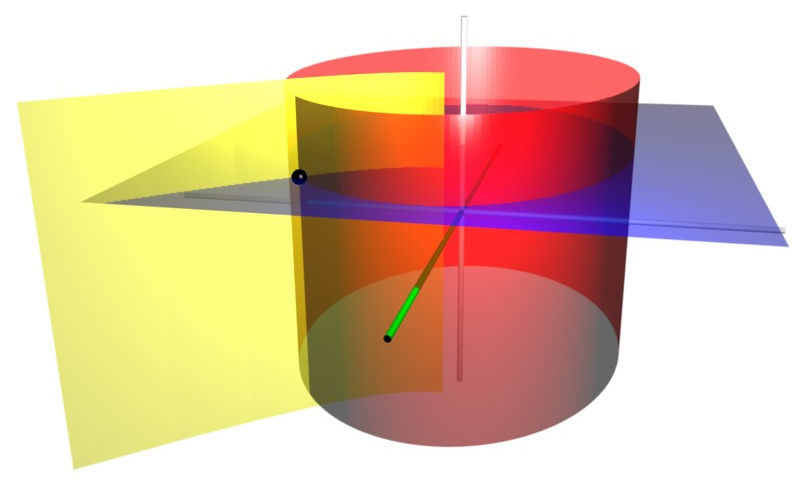
Az elliptikus hengerkoordináta-rendszer koordinátafelületei. A sárga hajlított felület egy fél hiperbolikus henger, ami a ν=-45°-nak felel meg, míg a piros cső a μ=1-hez tartozó elliptikus henger. A kék sík a z=1 koordinátához tartozik. A három felület a P pontban metszi egymást, melyet egy fekete gömb jelez. Desacartes.-koordinátái körülbelül (2,182; -1,661; 1,0). Az ellipszisek és hiperbolák fókuszai az x = ±2,0 pontok

Az elliptikus hengerkoordináta-rendszer egy háromdimenziós ortogonális koordináta-rendszer, ami a kétdimenziós elliptikus koordináta-rendszer harmadik, merőleges tengely menti vetítésével kapható. Koordinátafelületei elliptikus és hiperbolikus hengerek. Az {\displaystyle F_{1}} és {\displaystyle F_{2}} fókuszokat az adott Descartes-féle koordináta-rendszer {\displaystyle x}-tengelyén veszik fel, rendre a {\displaystyle -a} és {\displaystyle +a} pontokban.

## Alap definíciók
```
A 

  

    

      

        
(

        
μ

        
,

        
ν

        
,

        
z

        
)

      

    

    
{\displaystyle (\mu ,\nu ,z)}

  

 elliptikus hengerkoordináták leggyakoribb definíciója:
```

{\displaystyle x=a\ \cosh \mu \ \cos \nu }
{\displaystyle y=a\ \sinh \mu \ \sin \nu }
{\displaystyle z=z}
ahol  {\displaystyle \mu } nemnegatív valós szám, és {\displaystyle \nu \in [0,2\pi ]}. Ezek a definíciók ellipsziseknek és hiperboláknak felelnek meg. Az
{\displaystyle {\frac {x^{2}}{a^{2}\cosh ^{2}\mu }}+{\frac {y^{2}}{a^{2}\sinh ^{2}\mu }}=\cos ^{2}\nu +\sin ^{2}\nu =1}
trigonometrikus azonosság mutatja, hogy a konstans {\displaystyle \mu }-höz tartozó görbék ellipszisek, míg az
{\displaystyle {\frac {x^{2}}{a^{2}\cos ^{2}\nu }}-{\frac {y^{2}}{a^{2}\sin ^{2}\nu }}=\cosh ^{2}\mu -\sinh ^{2}\mu =1}
trigonometrikus azonosság mutatja, hogy a konstans {\displaystyle \nu }-höz tartozó görbék hiperbolák.

## Skálázási tényezők
A {\displaystyle \mu } és {\displaystyle \nu } elliptikus hengerkoordináták skálázási tényezői megegyeznek:
{\displaystyle h_{\mu }=h_{\nu }=a{\sqrt {\sinh ^{2}\mu +\sin ^{2}\nu }}}
és a harmadik skálázási tényező {\displaystyle h_{z}=1}.  Eszerint az infinitezimális térfogatelem:
{\displaystyle dV=a^{2}\left(\sinh ^{2}\mu +\sin ^{2}\nu \right)d\mu d\nu dz}
és a Laplace-operátor:
{\displaystyle \nabla ^{2}\Phi ={\frac {1}{a^{2}\left(\sinh ^{2}\mu +\sin ^{2}\nu \right)}}\left({\frac {\partial ^{2}\Phi }{\partial \mu ^{2}}}+{\frac {\partial ^{2}\Phi }{\partial \nu ^{2}}}\right)+{\frac {\partial ^{2}\Phi }{\partial z^{2}}}}
A további differenciáloperátorok, mint {\displaystyle \nabla \cdot \mathbf {F} } és {\displaystyle \nabla \times \mathbf {F} } kifejezhetők a  {\displaystyle (\mu ,\nu ,z)} koordinátákkal úgy, hogy behelyettesítjük a skálázási tényezőket az ortogonális koordináta-rendszerek általános képleteibe.

## Alternatív definíció
Néha egy másik koordinátahármast használnak, ami geometriailag is intuitív. Megkülönböztetésül jelölésük {\displaystyle (\sigma ,\tau ,z)}, és kaphatók, mint {\displaystyle \sigma =\cosh \mu } és {\displaystyle \tau =\cos \nu }. A konstans {\displaystyle \sigma }-hoz tartozó görbék ellipszisek, a konstans {\displaystyle \tau }-hoz tartozók hiperbolák. A {\displaystyle \tau } koordináta a [-1, 1] intervallum eleme, míg a  {\displaystyle \sigma } koordináta legalább 1.
A  {\displaystyle (\sigma ,\tau ,z)} koordináták egyszerű kapcsolatban állnak az {\displaystyle F_{1}} és {\displaystyle F_{2}} fókuszoktól mért távolsággal. Az (x,y) sík pontjaira teljesül, hogy a fókuszoktól mért {\displaystyle d_{1}+d_{2}} távolságösszeg egyenlő {\displaystyle 2a\sigma }-val, míg a {\displaystyle d_{1}-d_{2}} különbség megegyezik {\displaystyle 2a\tau }-val. Így az {\displaystyle F_{1}}-től mért távolság {\displaystyle a(\sigma +\tau )}, az {\displaystyle F_{2}}-től mért távolság {\displaystyle a(\sigma -\tau )}.
Az alternatív definíció hátránya: nem lehet egy-egyértelműen megfeleltetni a Decartes-koordinátarendszerrel:
{\displaystyle x=a\sigma \tau }
{\displaystyle y^{2}=a^{2}\left(\sigma ^{2}-1\right)\left(1-\tau ^{2}\right)}

## Alternatív skálázási tényezők
A {\displaystyle (\sigma ,\tau ,z)} alternatív koordináták skálázási tényezői:
{\displaystyle h_{\sigma }=a{\sqrt {\frac {\sigma ^{2}-\tau ^{2}}{\sigma ^{2}-1}}}}
{\displaystyle h_{\tau }=a{\sqrt {\frac {\sigma ^{2}-\tau ^{2}}{1-\tau ^{2}}}}}
és  {\displaystyle h_{z}=1}. Az infinitezimális térfogatelem
{\displaystyle dV=a^{2}{\frac {\sigma ^{2}-\tau ^{2}}{\sqrt {\left(\sigma ^{2}-1\right)\left(1-\tau ^{2}\right)}}}d\sigma d\tau dz}
és a Laplace-operátor:
{\displaystyle \nabla ^{2}\Phi ={\frac {1}{a^{2}\left(\sigma ^{2}-\tau ^{2}\right)}}\left[{\sqrt {\sigma ^{2}-1}}{\frac {\partial }{\partial \sigma }}\left({\sqrt {\sigma ^{2}-1}}{\frac {\partial \Phi }{\partial \sigma }}\right)+{\sqrt {1-\tau ^{2}}}{\frac {\partial }{\partial \tau }}\left({\sqrt {1-\tau ^{2}}}{\frac {\partial \Phi }{\partial \tau }}\right)\right]+{\frac {\partial ^{2}\Phi }{\partial z^{2}}}}
A további differenciáloperátorok, mint {\displaystyle \nabla \cdot \mathbf {F} } és {\displaystyle \nabla \times \mathbf {F} } kifejezhetők a  {\displaystyle (\sigma ,\tau )} koordinátákkal úgy, hogy behelyettesítjük a skálázási tényezőket az ortogonális koordináta-rendszerek általános képleteibe.

## Alkalmazások
Az elliptikus hengerkoordináta-rendszert hagyományosan parciális differenciál-egyenletek megoldására használják, például Laplace egyenletének vagy a Helmholtz-egyenlet megoldására, ahol is az elliptikus hengerkoordináta-rendszer lehetővé teszi a változók szétválasztását. Egy tipikus példa egy {\displaystyle 2a} vastagságú lapos vezető lap elektromos mezője.
A háromdimenziós hullámegyenlet elliptikus hengerkoordinátákkal kifejezve megoldható a változók szétválasztásával, ami a Mathieu-differenciálegyenleteket adja.
Az elliptikus koordináták geometriai tulajdonságai is hasznosak lehetnek. Egy tipikus példa azokon a {\displaystyle \mathbf {p} } and {\displaystyle \mathbf {q} } vektorpárokon vett integrál, melyek összege egy rögzített {\displaystyle \mathbf {r} =\mathbf {p} +\mathbf {q} } vektor, az integrandus pedig {\displaystyle \left|\mathbf {p} \right|} and {\displaystyle \left|\mathbf {q} \right|}. Ekkor a koordináta-rendszert úgy veszik fel, hogy {\displaystyle \mathbf {r} } a két fókusz közé essen, és az {\displaystyle x}-tengelyen helyezkedjen el, vagyis {\displaystyle \mathbf {r} =2a\mathbf {\hat {x}} }. Az {\displaystyle \mathbf {r} }, {\displaystyle \mathbf {p} } és {\displaystyle \mathbf {q} } vektorok reprezentálhatják egy részecske és dekompozíciójának momentumát, és az integrandus magában foglalja a mozgási energiát.

## Fordítás
Ez a szócikk részben vagy egészben  az   Elliptic cylindrical coordinates című angol Wikipédia-szócikk fordításán alapul.  Az eredeti cikk szerkesztőit annak laptörténete sorolja fel. Ez a jelzés csupán a megfogalmazás eredetét és a szerzői jogokat jelzi, nem szolgál a cikkben szereplő információk forrásmegjelöléseként.